# Férfi rúdugrás a 2023-as atlétikai világbajnokságon
A 2023-as atlétikai világbajnokságon a férfi rúdugrás selejtezőit augusztus 23-án, míg a döntőt augusztus 26-án rendezték meg Budapesten, a Nemzeti Atlétikai Központban.
A győzelmet a verseny egyik legnagyobb esélyese, a 23 éves svéd Armand Duplantis szerezte meg, egyúttal megvédte világbajnoki címét 6,10 méteres ugrásával, a világcsúcs-magasság már nem sikerült neki. A címvédő svéd az 5,85 méteres magasságig csak kettőt ugrott, mindkettőt elsőre, két magasságot kihagyott. Az 5,90 méteres magasságra öten maradtak, négyen közülük az 5,95-öt is átvitték, méghozzá elsőre.
A 6 métert Duplantis elsőre átvitte, a fülöp-szigeteki Ernest John Obiena másodikra szintén (ami egyúttal Ázsia-rekord is egyben), az ausztrál Kurtis Marschall (egyéni csúccsal) és az amerikai Christopher Nilsen (idei legjobbjával) viszont rontott, így mindketten bronzérmesek lettek. Duplantis első kísérletére átrepült a 6,05, majd a 6,10 méteres magasságon is, emiatt Obienát – egy rontott 6,05 méteren – emelésre kényszerített. De a filippínónak nem sikerült a 6,10 méteres magasság, így Duplantis hibátlan teljesítménnyel megvédte világbajnoki címét, újra aranyérmes lett.

## Rekordok
A versenyt megelőzően a következő rekordok voltak érvényben:
| Rekord                                                 | Versenyző és nemzetisége | Időeredmény | Helyszín                             | Dátum               |
| ------------------------------------------------------ | ------------------------ | ----------- | ------------------------------------ | ------------------- |
| Világrekord                                            | Armand Duplantis (SWE)   | 6,22 m      | Clermont-Ferrand, Franciaország      | 2023. február 25.   |
| Világbajnoki rekord                                    | Armand Duplantis (SWE)   | 6.21 m      | Eugene, Amerikai Egyesült Államok    | 2022. július 24.    |
| Világ legjobb idei eredménye                           | Armand Duplantis (SWE)   | 6,12 m      | Ostrava, Csehország                  | 2023. június 27.    |
| Afrika rekord                                          | Okkert Brits (RSA)       | 6,03 m      | Köln, Németország                    | 1995. augusztus 18. |
| Ázsia rekord                                           | Ernest John Obiena (PHI) | 6,00 m      | Bergen, Norvégia                     | 2023. június 10.    |
| Észak-, valamint Közép-Amerika és Karibi-térség rekord | KC Lightfoot (USA)       | 6,07 m      | Nashville, Amerikai Egyesült Államok | 2023. június 2.     |
| Dél-Amerika rekord                                     | Thiago Braz (BRA)        | 6,03 m      | Rio de Janeiro, Brazília             | 2016. augusztus 15. |
| Európa rekord                                          | Armand Duplantis (SWE)   | 6,22 m      | Clermont-Ferrand, Franciaország      | 2023. február 25.   |
| Óceániai rekord                                        | Steven Hooker (AUS)      | 6,06 m      | Boston, Amerikai Egyesült Államok    | 2009. február 7.    |

## Kvalifikációs rendszer
A világbajnokságnak erre a versenyszámára 5,81 méteres eredménnyel lehetett automatikus kvalifikációt kivívni.

## Időbeosztás
Az események időbeosztása helyi időben (UTC+2) a következők voltak:
| Dátum         | Kezdési időpont | Kör       |
| ------------- | --------------- | --------- |
| Augusztus 23. | 10:15           | Selejtező |
| Augusztus 26. | 19:25           | Döntő     |

## Rövidítések
| - WR: világrekord - CR: világbajnoki rekord - WL: világ legjobb eredménye 2023-ban - AR: kontinentális rekord - NR: országos rekord | - PB: egyéni legjobb eredménye - SB: 2023-ban az addigi legjobb eredménye - Q: selejtezőszintet elérve továbbjutott - q: helyezés alapján továbbjutott - NM: érvényes kísérlet nélkül - X: rontott kísérlet |

### Selejtező
A selejtezőt 2023. augusztus 23-án rendezték meg, melyeken a 34 versenyzőt 2 selejtezőcsoportra (A és B) osztották be, mindkettő 10:15-kor kezdődött. Minden selejtezőcsoportból a legalább 5,80 méteres selejtezőszintet elért versenyzők (  Q  ) valamint a selejtezőszintet el nem érők közül a legjobbak, de maximum 12-en (  q  ) kvalifikálták magukat a döntőbe.
Vastaggal a versenyző legjobb eredményét jelöltük
| Helyezés | Csoport | Név                    | Nemzetiség              | Kísérletek | Kísérletek | Kísérletek | Kísérletek | Kísérletek | Eredmény | Megjegyzés |
| Helyezés | Csoport | Név                    | Nemzetiség              | 5,35       | 5,55       | 5,70       | 5,75       | 5,80       | Eredmény | Megjegyzés |
| -------- | ------- | ---------------------- | ----------------------- | ---------- | ---------- | ---------- | ---------- | ---------- | -------- | ---------- |
| 1        | A       | Armand Duplantis       | Svédország              | –          | o          | o          | o          |            | 5,75     | q          |
| 1        | A       | Christopher Nilsen     | Egyesült Államok        | o          | o          | o          | o          |            | 5,75     | q          |
| 1        | A       | Ernest John Obiena     | Fülöp-szigetek          | –          | o          | –          | o          |            | 5,75     | q          |
| 1        | A       | Kurtis Marschall       | Ausztrália              | o          | o          | o          | o          |            | 5,75     | q          |
| 5        | B       | Jao Jie                | Kína                    | o          | xo         | o          | o          |            | 5,75     | q          |
| 6        | B       | Zach McWhorter         | Egyesült Államok        | o          | o          | xxo        | o          |            | 5,75     | q          |
| 6        | A       | Thibaut Collet         | Franciaország           | xxo        | o          | o          | o          |            | 5,75     | q          |
| 8        | A       | Ersu Şaşma             | Törökország             | –          | o          | o          | xo         |            | 5,75     | q          |
| 9        | B       | Piotr Lisek            | Lengyelország           | o          | xo         | o          | xo         |            | 5,75     | q          |
| 9        | B       | Robert Sobera          | Lengyelország           | o          | o          | x–         | xo         |            | 5,75     | q, SB      |
| 11       | A       | Ben Broeders           | Belgium                 | –          | o          | o          | xxo        |            | 5,75     | q          |
| 12       | A       | Claudio Michel Stecchi | Olaszország             | –          | o          | xo         | xxo        |            | 5,75     | q          |
| 13       | B       | Huang Bokai            | Kína                    | xo         | xo         | o          | xxo        |            | 5,75     | q, =PB     |
| 14       | B       | Oleg Zernikel          | Németország             | o          | o          | o          | xxx        |            | 5,70     | SB         |
| 15       | B       | Kyle Rademeyer         | Dél-afrikai Köztársaság | xxo        | o          | o          | xxx        |            | 5,70     |            |
| 16       | B       | Zachery Bradford       | Egyesült Államok        | xo         | xxo        | o          | xxx        |            | 5,70     |            |
| 16       | B       | Menno Vloon            | Hollandia               | xxo        | xo         | o          | xxx        |            | 5,70     |            |
| 18       | A       | Zsong Tao              | Kína                    | o          | xo         | xo         | xxx        |            | 5,70     |            |
| 19       | B       | Baptiste Thiery        | Franciaország           | o          | o          | xxo        | xxx        |            | 5,70     |            |
| 20       | A       | Ethan Cormont          | Franciaország           | o          | o          | xxx        |            |            | 5,55     |            |
| 20       | A       | Sondre Guttormsen      | Norvégia                | o          | o          | xx–        | x          |            | 5,55     |            |
| 22       | B       | Juho Alasaari          | Finnország              | o          | xxx        |            |            |            | 5,35     |            |
| 22       | A       | Gillian Ladwig         | Németország             | o          | xxx        |            |            |            | 5,35     |            |
| 22       | A       | Germán Chiaraviglio    | Argentína               | o          | xxx        |            |            |            | 5,35     |            |
| 22       | A       | Paweł Wojciechowski    | Lengyelország           | o          | xxx        |            |            |            | 5,35     |            |
| 26       | A       | Pedro Buaró            | Portugália              | xo         | xxx        |            |            |            | 5,35     |            |
| 26       | B       | Vladislav Malykhin     | Ukrajna                 | xo         | xxx        |            |            |            | 5,35     |            |
| 26       | B       | Hussain Asim Al Hizam  | Szaúd-Arábia            | xo         | xxx        |            |            |            | 5,35     |            |
| 29       | B       | Eduardo Nápoles        | Kuba                    | xxo        | xxx        |            |            |            | 5,35     |            |
| –        | B       | Emmanouil Karalis      | Görögország             | xxx        |            |            |            |            | NM       |            |
| –        | B       | Dominik Alberto        | Svájc                   | xxx        |            |            |            |            | NM       |            |
| –        | B       | Pål Haugen Lillefosse  | Norvégia                | xxx        |            |            |            |            | NM       |            |
| –        | A       | Urho Kujanpää          | Finnország              | xxx        |            |            |            |            | NM       |            |
| –        | A       | Tomoja Karasava        | Japán                   | xxx        |            |            |            |            | NM       |            |

### Döntő
A döntőt 2023. augusztus 26-án 19:25-kor rendezték meg.
| Helyezés | Versenyző              | Nemzetiség       | Kísérletek | Kísérletek | Kísérletek | Kísérletek | Kísérletek | Kísérletek | Kísérletek | Kísérletek | Kísérletek | Eredmény | Megjegyzés |
| Helyezés | Versenyző              | Nemzetiség       | 5,55       | 5,75       | 5,85       | 5,90       | 5,95       | 6,00       | 6,05       | 6,10       | 6,23       | Eredmény | Megjegyzés |
| -------- | ---------------------- | ---------------- | ---------- | ---------- | ---------- | ---------- | ---------- | ---------- | ---------- | ---------- | ---------- | -------- | ---------- |
| 1        | Armand Duplantis       | Svédország       | o          | –          | o          | –          | o          | o          | o          | o          | xxx        | 6,10     |            |
| 2        | Ernest John Obiena     | Fülöp-szigetek   | o          | xo         | xo         | o          | o          | xo         | x–         | xx         |            | 6,00     | =AR        |
| 3        | Kurtis Marschall       | Ausztrália       | xo         | o          | o          | x–         | o          | xxx        |            |            |            | 5,95     | =PB        |
| 3        | Christopher Nilsen     | Egyesült Államok | o          | o          | xxo        | o          | o          | xxx        |            |            |            | 5,95     | SB         |
| 5        | Thibaut Collet         | Franciaország    | o          | o          | o          | o          | x–         | xx         |            |            |            | 5,90     | PB         |
| 6        | Huang Bokai            | Kína             | o          | o          | xxx        |            |            |            |            |            |            | 5,75     | =PB        |
| 7        | Ben Broeders           | Belgium          | xo         | o          | xxx        |            |            |            |            |            |            | 5,75     |            |
| 8        | Zach McWhorter         | Egyesült Államok | xo         | xo         | xxx        |            |            |            |            |            |            | 5,75     |            |
| 9        | Jao Jie                | Kína             | o          | xxo        | xxx        |            |            |            |            |            |            | 5,75     |            |
| 9        | Claudio Michel Stecchi | Olaszország      | o          | xxo        | xxx        |            |            |            |            |            |            | 5,75     |            |
| 9        | Piotr Lisek            | Lengyelország    | o          | xxo        | x–         | xx         |            |            |            |            |            | 5,75     |            |
| 12       | Robert Sobera          | Lengyelország    | o          | xxx        |            |            |            |            |            |            |            | 5,55     |            |
| 12       | Ersu Şaşma             | Törökország      | o          | xxx        |            |            |            |            |            |            |            | 5,55     |            |